# Миткирей
Миткире́й — село, административный центр Миткирейского сельсовета Бековского района Пензенской области.

## География
Село расположено на западе Бековского района по берегам реки Миткирей. Расстояние до районного центра пгт Беково — 14 км, расстояние до областного центра города Пензы — 168 км.

## История
По исследованиям историка-краеведа Полубоярова М. С., село основано между 1721 и 1736 годами. В происхождении названия села существуют несколько версий. По преданию местных жителей, село назвали в честь братьев-воров Митьки и Кирея, выселенных на берега местной речки из других сёл. Возможно происхождение названия и от чувашского мужского имени Менкерей. Не исключено, что село назвали и от мордовского «Митькина речка»: Миткилей, где лей-«овраг, речка».
На плане Генерального межевания 1790 года обозначено как деревня Елизаветинская, Миткирей тож Сердобского уезда Саратовской губернии, в 1795 году — деревня Елисаветинская, Миткирей тож принадлежала графине Елисавете Кирилловне Апраксиной с 54 дворами и 268 ревизскими душами.
До отмены крепостного права на месте современного села существовало 2 селения: деревня Елизаветина и сельцо Миткорей. Сельцом Миткорей владели помещики: П. П. Жуков, у него вместе с селом Хованщино 29 дворов, число душ крепостных людей мужского пола 162, из них крестьян — 129 душ, дворовых — 33 души; Е. Ф. Затолокин, у него с селом Хованщино 52 двора, число крепостных душ мужского пола всего — 216, из них крестьян — 182, дворовых — 34; А. М. Устинов, у него дворов — 41, число душ крепостных людей мужского пола всего — 193, из них крестьян — 184 души, дворовых — 9 душ. Деревней Елизаветина владел граф Г. А. Кушелев-Безбородко, у него 140 дворов, 475 ревизских душ крестьян. В 1859 году упоминаются несколько поселений: владельческая деревня Елизаветино (Миткирей) при речке Миткирее, 152 двора, число жителей — 1073 души, из них мужского пола — 494, женского — 579; владельческая деревня Миткирей 1-й при речке Миткирее, 68 дворов, число жителей — 385, из них 190 душ мужского пола и 195 — женского; сельцо владельческое Миткирей 2-й при речке Миткирее, 29 дворов, 282 души, из них 144 — мужского пола, 138 — женского; сельцо владельческое Миткирей (Введенское) при речке Миткирее, 29 дворов, число жителей — 370, из них мужского пола — 190 душ, женского пола — 180 душ. В 1911 году — деревня Миткирей Беково-Нарышкинской волости Сердобского уезда Саратовской губернии, церковь, церковно-приходская школа, 274 двора, численность населения — 1146 приписных душ, из них мужского пола — 556 душ, женского — 590 душ; площадь посева у крестьян — 1926 десятин, из них на надельной земле — 872 десятины, на купленной — 1054 десятины; имелись 95 железных плугов, 1 молотилка. В 1927 году — деревня (село) Миткирей (Миткарей, Миткерей), центр Миткирейского (Миткарейского, Миткерейского) сельсовета Беково-Нарышкинской волости. В 1928 году село вошло в состав вновь образованного Бековского района Балашовского округа Нижне-Волжского края (с 30 июля 1930 года Балашовский округ упразднён, район вошёл в Нижне-Волжский край). В феврале 1939 года Миткирей в составе Бековского района вошёл во вновь созданную Пензенскую область. В 1955 году в селе располагалась центральная усадьба колхоза «Путь к коммунизму», в 1970—1980 годах — совхоз «Миткирейский».

## Население
| 1795 | 1859  | 1877  | 1926  | 1959 | 1979 | 1989 |
| ---- | ----- | ----- | ----- | ---- | ---- | ---- |
| 536  | ↗2110 | ↘1295 | ↗2116 | ↘970 | ↘817 | ↘596 |
| 1996 | 2002  | 2010  | 2011  |      |      |      |
| ↘580 | ↘430  | ↘287  | ↗288  |      |      |      |

## Инфраструктура
В селе имеются основная общеобразовательная школа, фельдшерско-акушерский пункт, дом культуры, столовая, магазин, почтовое отделение, отделение Сбербанка России. Село газифицировано, имеется централизованное водоснабжение.
Автодорога регионального значения «Беково—Миткирей» с асфальтовым покрытием связывает село с районным центром. Ближайшая железнодорожная станция пассажирского сообщения — Вертуновская Юго-Восточной железной дороги, расстояние до неё — 22 км.